# Mustvee
Mustvee (în limba rusă:Чёрный) este un oraș (linn) în Județul Jõgeva, Estonia.
Orașul, localizat pe malul lacului Ciud cuprinde o importantă minoritate rusă (ce reprezintă dupa statistici un număr de 50% din totalul numărului de locuitori).

## Istoric
Mustvee a fost menționat pentru prima oară în anul 1343. Orașul devine un loc de refugiu al rușilor ortodocși de rit vechi, mai ales după 1658, când sunt scoși în afara legii în Rusia.
1. ↑  Maakatastri statistika (în estonă), Consiliul Funciar Eston[*], accesat în 19 octombrie 2018